# Alstroemeria amazonica
Alstroemeria amazonica este o specie de plante monocotiledonate din genul Alstroemeria, familia Alstroemeriaceae, descrisă de Adolpho Ducke. Conform Catalogue of Life specia Alstroemeria amazonica nu are subspecii cunoscute.